# توسمولین
توسمولین (به عربی: توسمولین) یک شهرداری در الجزایر است که در استان البیض واقع شده‌است.